# Toney Anaya
Toney Anaya (Moriarty, Nuevo México; 29 de abril de 1941) es un político y abogado estadounidense. Fue el 26.° Gobernador del Estado de Nuevo México, por el Partido Demócrata, desde el 1 de enero de 1983 hasta el 1 de enero de 1987. 

## Biografía

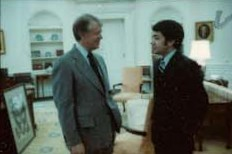
Anaya con el presidente Jimmy Carter en 1978.

De 1975 a 1979, Anaya se desempeñó como procurador general de Nuevo México. Abrió una investigación en la Penitenciaría de Nuevo México para averiguar por qué el uso de drogas subió rápidamente después de 1972. El informe de 27 páginas de Anaya del 20 de septiembre de 1975 encontró tráfico de drogas, efectivo y licor en la penitenciaría, entre otras cosas.
Anaya fungió como gobernador de Nuevo México por un mandato, de 1983 a 1987 después de ganar las elecciones de 1982. En ese momento, la constitución de Nuevo México no permitía que los oficiales ejecutivos se reeligieran por períodos consecutivos. Eso cambió cuando una enmienda constitucional de 1986 permitió a los funcionarios ejecutivos estatales cumplir dos mandatos consecutivos de cuatro años a partir del 1 de enero de 1991.
Como gobernador, Anaya se centró en las alternativas energéticas, el desarrollo y la conservación del agua, el medio ambiente, la educación y el desarrollo económico. Conocido como un visionario, dirigió al estado a través de una recesión nacional, transformando a Nuevo México en una economía más basada en la tecnología y sentando las bases para el despliegue futuro del tránsito ferroviario rápido, la educación y la reforma social. En 1986, tras la elección de su sucesor, Garrey Carruthers, Anaya conmutó las condenas a muerte de los cinco condenados a muerte en Nuevo México. Es un opositor desde hace mucho tiempo de la pena capital, había hecho campaña contra la pena de muerte y en entrevistas posteriores no expresó pesar por las conmutaciones. Anaya fue centro de atención el 28 de marzo de 1986 al declarar a Nuevo México el primer «estado santuario» de la nación para los refugiados de América Central.
En 2009, el gobernador Bill Richardson nombró a Anaya para dirigir la Oficina de Recuperación y Reinversión de Nuevo México. En ese rol, Anaya era responsable de supervisar el gasto de los $1.8 mil millones de estímulo federal que se esperaba invertir en Nuevo México durante los próximos dos años. Anaya trabajó en estrecha colaboración con las agencias estatales para facilitar el acceso a la financiación, ayudar con el cumplimiento y promover la transparencia durante todo el proceso.
Desde agosto de 2009 hasta enero de 2011, Anaya se desempeñó como director ejecutivo de Natural Blue Resources, con sede en Woburn, especializada en inversiones en empresas que se conciernen con el medio ambiente, incluida una iniciativa con sede en Nuevo México para vender agua purificada. En julio de 2014, Anaya fue acusado de ser simplemente un testaferro de la empresa, que en realidad estaba controlada por un ex convicto que tenía prohibido legalmente ser funcionario de una empresa pública. Anaya llegó a un acuerdo civil con la Comisión de Bolsa y Valores en relación con los cargos de que cometió fraude. Según los términos del acuerdo, Anaya acordó una prohibición de cinco años de las ofertas de acciones de centavo y una orden de cese y desistimiento sin admitir ni negar los cargos.